# Sing All Love
『Sing All Love』（シング・オール・ラブ）は、茅原実里の3枚目のオリジナルアルバム。2010年2月17日にGloryHeavenから発売された。

## 概要
「GloryHeaven」レーベルに移籍してから初のCDアルバムで、「通常盤」と「DVD同梱初回限定盤」、「Blu-ray同梱初回限定盤」の3パターンがリリースされた。今までは一単語だったアルバムタイトルが今回は複数のワードのものとなった。アルバムタイトル通り、恋人や友達、家族など様々な形の「愛」を歌った14曲が収録されている。そのほとんどがアグレッシヴかつ熱い楽曲になっている。
前作『Parade』以降に発売された「Tomorrow's chance」、「PRECIOUS ONE」を含む14曲を収録。なお、14曲目に収録されている「sing for you」は、自身が初めて作詞をした作品である。
2009年12月23日に発売となったシングル「PRECIOUS ONE」と2010年2月24日に発売されたシングル「優しい忘却」、そして本作の初回生産分に封入されるそれぞれ異なる応募券を集めることによる連動キャンペーンを実施。当選者は2010年4月3日に実施された茅原実里スペシャルイベント『茅原実里のradio minorhythm』の公開録音に招待された。
発売前の2010年1月28日にはプレス工場のメモリーテックつくば工場に茅原が来訪し、出荷前のアルバムCD30枚・初回特典Blu-rayとDVD10枚ずつの計50枚に直筆サインを行っている。

## 批評
CDジャーナルは、「ストリングスを交えたトランシーな四つ打ちビートをいう軸にして、心から沸き上がる想いを歌っている。茅原の音楽面でのスタイルや穏やかな表情、温かい姿も見せた茅原の多面性を表現した作品になっている。」と批評した。

## 収録曲
1. 覚醒フィラメント [4:53]
作詞：畑亜貴、作曲・編曲：菊田大介
初めてデモ曲を聴いた時にメロディには、あまり印象がなく、アレンジがかっこ良くて、グルーヴ感が心地よくてそこに魅かれて唄いたいと強く思ったと語っている[4]。
畑が作詞した歌詞はあまりにも斬新で、初めて読んだときには驚いたが、実際唄ってみるとしっくりきて、今の茅原自身にぴったりハマった自身にとって嬉しい瞬間になったという[4]。
楽曲の内容に大分救われたと語っており、歌詞の中の「Ha-ha-ha」がお気に入りとのこと。また、自身3作目のミュージッククリップDVD『Message 03』に本楽曲のレコーディング映像が収録されている。
2. Final Moratorium [4:32]
作詞：こだまさおり、作曲・編曲：菊田大介
本アルバムのリード曲として製作されPVも製作された。また、同PVは自身3作目のミュージッククリップDVD『Message 03』に収録されている。
まるで迷路に迷い込んでしまったような楽曲で面白いというのが第一印象であったという。たくさん集められたデモ曲の中で異彩を放っていたと語っている[4]。
自問自答を繰り返しているように感じた本楽曲は「答え」をテーマにこだまが作詞をしたという[4]。
2009年の茅原自身は、前に進むためには答えを出すことがとても大事なことと感じ、どうすべきか?を自分で悩んで苦しんで答えを出さなくてはいけない時期があり、そういう場所から一歩踏み出すまでのドキドキ感やソワソワ感が描かれており、茅原自身の伝えたいことが投影され、伝えたいメッセージややりたいことが出来た貴重な作品になったと語っている[4]。
3. Tomorrow's chance [4:57]
作詞：畑亜貴、作曲・編曲：菊田大介
  - インターネットラジオ『茅原実里のradio minorhythm』6代目オープニングテーマ
  - 音楽情報番組『Run Run LAN!』2009年6月度オープニングテーマ
4. 書きかけのDestiny [3:57]
作詞：こだまさおり、作曲・編曲：齋藤真也
今までにないロック調の楽曲で新鮮であり、生ドラムはバンドメンバーの岩田ガンタ康彦の演奏からより暖かみと熱さを感じるという[4]。
Aメロ→Bメロ→サビの展開に合わせて唄うのが難しかったが、その構成に心魅かれたと語っている[4]。
Bメロが突然三拍子に変わり幻想的な雰囲気になったと思いきや、サビからまたリアルな世界へと戻っていくというスイッチの切り替えに苦労したが、ライブでの自分をイメージしやすく表現し甲斐のある楽曲だったと語っている[4]。
「完全な円を目指しながら 自由自在に愛を生きる」というフレーズが茅原のお気に入りであり、いつも強く大きな自分でいられたらと思っているという[4]。
5. 孤独の結晶 [4:10]
作詞：畑亜貴、作曲・編曲：藤末樹
本作では、前作『Parade』で出来なかったことをやりたいという想いがあったので、打ち合わせ時にプラス要素を取り入れた楽曲を製作したいと提案したという。
茅原の中では、「女性の性」を描いた楽曲だと捉えて唄ったと語っている。レコーディング時は激しい音階の上り下りに苦労をしたが、エキゾチックなムード漂う曲調に叙情的たっぷりの歌詞が乗っていたので、唄いながらどんどん楽曲にのめり込め、その中で地声で出せる音もありファルセットを選んでみたりと、新しいことにトライすることが出来た新鮮な楽曲になったと語っている[4]。
映画を観ているように映像が浮かんでくるので、聴いてくれた人の中にそれぞれの物語を感じて欲しいと語っている[4]。
6. Love Medicine* [5:34]
作詞：こだまさおり、作曲・編曲：菊田大介
1作目のオリジナルアルバム『Contact』に収録された「ふたりのリフレクション」の仲間のようなキラキラなオーラに包まれている素敵な楽曲であり、「Love Medicine*」というタイトルもとても気に入ってると語っている[4]。
「愛の力があればどんな時も元気になれる。愛は一番効く魔法の薬。私のこの歌を聴いたみんなが元気になってくれますように!」という願いを込めてレコーディングの時に笑顔全開で愛を込めて唄ったと語っている。
本作では、たくさんの楽曲のストリングス演奏は大先生室屋ストリングスが行っているが、本楽曲では柔らかくて凛々しいストリングスから大きな愛を感じとることができると語っている[4]。
7. 雨音のベール [4:51]
作詞：こだまさおり、作曲・編曲：オオヤギヒロオ
切ないピアノイントロから始まるラブソングである。作曲家のオオヤギヒロオが初めて茅原の楽曲製作に関わった作品であり、デモ曲を聴いたときにこの楽曲を唄えたらまた一つの自分の世界が広がり、新しいなと感じたという。新しいことに挑戦するときはうまくいくか不安であり、気に入った曲なだけに不安要素も少し多めにあったと語っている[4]。
「とりとめのないやり取りが 半分ずつ濡れた肩が 今はすごくあたたかい ふたりの帰り道」というフレーズが、聴いてて映像が浮かび、どこまで自分がこの楽曲を表現できるかと感じたという[4]。
8. tea for two [3:56]
作詞：こだまさおり、作曲・編曲：オオヤギヒロオ
デモ曲の段階では英詞で唄われていて、「なんて可愛くてお洒落な楽曲なんだろう!」というのが第一印象だったという[4]。
作り始めてアレンジが出てきた時に、こだまが3パターンの詞を製作してきて、実際に全て唄いながらどれがしっくりくるのかを確かめつつ、最終的には友達をテーマにした歌詞を選んだという[4]。
実際に共感できる身近な世界に安心感を覚えつつ、リアルな友達のことを思い浮かべながらレコーディングを楽しんだと語っている[4]。
ここまで女の子色の強い作品は初めてであり、どう受け取ってもらえるのかわくわくしつつ、アルバムの中では肩の力を抜いてリラックスして聴いてほしいポジションの楽曲だと語っている[4]。
9. PRECIOUS ONE [5:23]
作詞：こだまさおり、作曲：藤末樹、編曲：藤末樹・虹音
10. サクラピアス [4:19]
作詞：畑亜貴、作曲：渡辺和紀、編曲：渡辺和紀・大久保薫
「和を感じさせてくれる」という茅原が欲しかったイメージ通りの楽曲である。楽曲が茅原に届けられた瞬間は鳥肌が立ち、とても嬉しかったという。それだけに喜びと同じくらいプレッシャーもあり、レコーディングでは気持ち的に苦労したと語っている[4]。
「サクラの花のように散ってしまった愛の思い出。ピアスのように今でも耳元で揺れているというのに…。」というずっと忘れることのできない儚いラブソングである[4]。
11. Falling heaven's now [4:48]
作詞：畑亜貴、作曲・編曲：小高光太郎
壮大かつファンタジックな楽曲で、また一つ新しい世界に足を踏み入れた気がしているという。第一印象では難しくて、今の茅原自身には似合わないのではないかと感じていたが、アルバムの製作が進むにつれ、この楽曲の存在価値が自身の中で高まっていき、自分の今後にプラスになるだろうと直感的に感じたという[4]。
レコーディングでは、あまりにも多いコーラスパートに何度も挫けそうになったという。上手く唄えず、なかなか自分の中で納得が出来なかったと語っている。本楽曲を作曲した小高光太郎には新しい世界を引き出してもらったことに感謝していると語っている[4]。
12. Flame [4:50]
作詞：畑亜貴、作曲・編曲：菊田大介
レコーディング当日になってもタイトルが決まらず、「いつになったら決まるんだろう?」という不安があったことを明かしている[4]。
2枚目のシングル「君がくれたあの日」を思い出させるようなドラマチックな楽曲であり、菊田と畑のコンビで生まれる作品はいつも壮大なものが誕生すると改めて感じたと語っている[4]。
楽曲の構成がすごくシンプルであり、どう変化をつけていこうかという戸惑いもあったが、最終的には思いのままにぶつかったという[4]。
アレンジも歌詞も自分自身に立ち向かっていく、自分自身を奮い立たせるというような強さが秘められていたので、今の茅原自身とリンクさせて唄い続けたと語っている[4]。
13. Perfect energy [4:18]
作詞：畑亜貴、作曲・編曲：齋藤真也
  - インターネットラジオ『茅原実里のradio minorhythm』7代目オープニングテーマ

思い切りバンドサウンドであり、ライブでの盛り上がりを期待させてくれるような楽曲であると語っている[4]。
沢山あるデモ曲の中からジャンルに捕われずに選曲できた面白さもあり、音楽に対して自由な製作だった気がするという[4]。
レコーディング前に畑から届いた「愛はどんな時もエネルギーをもたらしてくれる。愛を受け取った人が、今度は愛をあげることができる。人にとって万能のエネルギー。みのりんとその周りの人達に愛を込めて書きました。よろしくね。」というメールがとても印象に残っていると語っている[4]。
レコーディング時には、自分のレコーディングには大きな責任があり、製作に携わるスタッフ全員の想いが自分の歌に託されているという思いから、愛を感じて唄ったと語っている[4]。
14. sing for you [6:08]
作詞：茅原実里、作曲：rino、編曲：藤田淳平
初めて茅原自身が作詞を手掛けた作品であり、ファンへのありがとうの想いを込めて、手紙を書くような気持ちで作詞に取り組んだという[4]。
作詞にはとても時間がかかり、レコーディング当日の朝の7時半まで書き直しを続けていたという[4]。
これまで歩んできた道のりの中で感じてきた想い、ファンのみんながくれた一つ一つの想い、その全てを精一杯言葉にしたと語っている[4]。

## 限定盤特典・Blu-ray/DVDについて
2009年8月2日に河口湖ステラシアターにて開催された本人初の野外ライブ「Minori Chihara Live 2009 "SUMMER CAMP"」の模様を収録。収録内容はおよそ120分。茅原自身のCDアルバムとしては、映像ディスクが付属するのは今作が初。普段歌手活動のライブではなかなか歌われることのない、デビューアルバム「HEROINE」の楽曲や、キャラクターソングを歌うだけでなく、プリンセスプリンセスやB'zの楽曲もカバーした貴重なライブとなったが、それらは著作権の関係でカットされている。
音声フォーマットとしては、DVDではリニアPCM（2ch）のみの採用に対して、BDではリニアPCMに加えてドルビーTrueHD（5.1ch）が採用されている。音声は24bit収録となっている。

### 収録内容
| 01         | Opening                                  |
| 02         | Tomorrow's chance                        |
| 03         | MC                                       |
| 04         | 夏を忘れたら                             |
| 05         | 純白サンクチュアリィ                     |
| 06         | 詩人の旅                                 |
| 07         | MC 〜メンバー紹介〜                      |
| 08         | Lush March!!                             |
| 09         | Prism in the name of hope                |
| 10         | interlude（バンド演奏）                  |
| 11         | mezzo forte                              |
| 12         | Fragment 〜Shooting star of the origin〜 |
| 13         | 輪舞-revolution                          |
| 14         | MC                                       |
| 15         | Contact                                  |
| 16         | Paradise Lost -at next nest-             |
| 17         | 蒼い孤島                                 |
| 18         | Voyager train                            |
| 19         | MC                                       |
| 20         | 君がくれたあの日                         |
| アンコール |                                          |
| 21         | Sunshine flower                          |
| 22         | MC                                       |
| 23         | Contact 13th                             |
| 24         | Ending                                   |

## クレジット
| Performed by 茅原実里       | Performed by 茅原実里                       |
| --------------------------- | ------------------------------------------- |
| Puroducer                   | 斎藤滋（Lantis）                            |
| Recording engineer          | 唐澤千文                                    |
| Recording engineer          | 内藤岳彦                                    |
| Recording engineer          | 森田信之                                    |
| Recording engineer          | 白井康裕                                    |
| Recording engineer          | 関朋充                                      |
| Recording engineer          | 篠原麻梨                                    |
| Recording engineer          | 中野健太郎                                  |
| Studio                      | Studio Magic Garden                         |
| Studio                      | azabu 0 Studio                              |
| Studio                      | ARIA studio                                 |
| Studio                      | Bunkamura Studio                            |
| Studio                      | Sound City                                  |
| Studio                      | VICTOR STUDIO                               |
| Studio                      | WARNER MUSIC RECORDING STUDIO               |
| Mastering engineer          | 袴田剛史（FLAIR MASTERING WORKS）           |
| Creative producer           | 小島冬樹（Lantis）                          |
| Art direction & design      | 吉田理一郎                                  |
| Photography                 | 大森直（SECESSION）                         |
| Styling                     | 北川幸江（Q's）                             |
| Hair & Make-up              | 清水恵美子（maroonbrand）                   |
| Promotion producer          | 鈴木めぐみ（Lantis）                        |
| Sales promotion producer    | 佐橋計（Lantis）                            |
| Sales promotion             | 臼倉竜太郎（Lantis）                        |
| A&R                         | 太田淳（Lantis）                            |
| Executive promoter          | 松村起代子（Lantis）                        |
| Thanks                      | Elements Garden                             |
| Thanks                      | SCOOP MUSIC                                 |
| Thanks                      | F.M.F                                       |
| Thanks                      | Peak A Soul+                                |
| Thanks                      | T-INFINITY                                  |
| Thanks                      | POPHOLIC                                    |
| Thanks                      | FACE MUSIC                                  |
| Thanks                      | HOT WAVE                                    |
| Fan club staff              | 大塚靖子                                    |
| Fan club staff              | 安田まどか                                  |
| Fan club staff              | 太田好美                                    |
| Fan club staff              | 有馬幸宏                                    |
| Fan club staff              | 成田奈穂（ROM SHARING）                     |
| Artist brand management     | 瀬野大介（avex Planning & Development）     |
| Artist management assistant | 佐々木真理英（avex Planning & Development） |
| Supervisor                  | 本多健二（avex Planning & Development）     |
| Executive supervisor        | 伊藤善之                                    |
| Executive producer          | 井上俊次（Lantis）                          |
| Executive producer          | 青木義人（avex Planning & Development）     |
| Special supporters          | m.s.s members                               |
| Very special thanks         | ALL FANS                                    |

### 参加ミュージシャン
| 覚醒フィラメント   | 覚醒フィラメント       |
| ------------------ | ---------------------- |
| Guitar             | 加藤大祐               |
| Mixing engineer    | 内藤岳彦               |
| Final Moratorium   |                        |
| Guitar             | 鈴木マサキ             |
| Strings            | 大先生室屋ストリングス |
| Mixing engineer    | 唐澤千文（POPHOLIC）   |
| Tomorrow's chance  |                        |
| Gutiar             | 鍋嶋圭一               |
| Strings            | 大先生室屋ストリングス |
| Mixing engineer    | 浅野浩伸（Redefine）   |
| 書きかけのDesttiny |                        |
| Guitar             | 海老澤祐也             |
| Bass               | 田辺トシノ             |
| Drums              | 岩田ガンタ康彦         |
| Mixing engineer    | 内藤岳彦               |
| 孤独の結晶         |                        |
| Guitar             | 奥山明                 |
| Mixing engineer    | 唐澤千文（POPHOLIC）   |

| Love Medicine*  | Love Medicine*         |
| --------------- | ---------------------- |
| Guitar          | 加藤大祐               |
| Strings         | 大先生室屋ストリングス |
| Mixing engineer | 内藤岳彦               |
| 雨音のベール    |                        |
| Guitar          | オオヤギヒロオ         |
| Mixing engineer | 唐澤千文（POPHOLIC）   |
| tea for two     |                        |
| Guitar          | オオヤギヒロオ         |
| Mixing engineer | 白井康裕               |
| PRECIOUS ONE    |                        |
| Guitar          | 奥山明                 |
| Strings         | 大先生室屋ストリングス |
| Mixing engineer | 唐澤千文（POPHOLIC）   |
| サクラピアス    |                        |
| Guitar          | 鈴木健治               |
| Strings         | 大先生室屋ストリングス |
| Mixing engineer | 唐澤千文（POPHOLIC）   |

| Falling heaven's now | Falling heaven's now   |
| -------------------- | ---------------------- |
| Guitar               | 鈴木マサキ             |
| Strings              | 大先生室屋ストリングス |
| Mixing engineer      | 唐澤千文（POPHOLIC）   |
| Flame                |                        |
| Guitar               | 鈴木マサキ             |
| Strings              | 大先生室屋ストリングス |
| Mixing engineer      | 内藤岳彦               |
| Perfect energy       |                        |
| Guitar               | 加藤大祐               |
| Bass                 | 田辺トシノ             |
| Drums                | 岩田ガンタ康彦         |
| Mixing engineer      | 内藤岳彦               |
| sing for you         |                        |
| Guitar               | 加藤大祐               |
| Bass                 | 山本直哉               |
| Drums & Percussions  | 岩田ガンタ康彦         |
| Strings              | 大先生室屋ストリングス |
| Mixing engineer      | 白井康裕               |